# FEMS Microbiology Letters
FEMS Microbiology Letter es una revista científica revisada por pares que aborda todos los  aspectos de microbiología, incluyendo virología. La revista se estableció en 1977, y es publicada por Oxford University Press en nombre de la Federación de Sociedades Microbiológicas europeas (FEMS). El editor-en- jefe es Rico Boden.
La revista fue dividida en diferentes a lo largo de los años.
- FEMS Microbiology Immunology (1988)
- FEMS Microbiology Reviews (1985)
- FEMS Microbiology Ecology  (1985)

## Acceso
Desde 2015 el nuevo editor Oxford Academics, de la (FEMS), permite el acceso completo pasado un año de la publicación de los artículos. 

En algunos casos bajo la licencia Creative Commons CC-BY-NC permite el uso,  distribución y reproducción no comercial en cualquier medio, siempre que el trabajo original se cite correctamente.

## Abstracting E indexación
La revista es indexada en las bases de datos bibliográficas siguientes:
- Academic Search Premier
- Aquatic Sciences and Fisheries Abstracts
- BIOSIS Previews
- CAB Abstracts
- Chemical Abstracts Service
- Embase
- Food Science & Technology Abstracts
- MEDLINE
- Science Citation Index Expanded
- Scopus

Según los Journal Citation Reports, la revista tiene un factor de impacto en  2018 de 1.994, ranking la 97.º entre las 133 revistas en la categoría de Microbiología.

## Métricas de revista
2022
- Web of Science Group : 2,742
- Índice h de Google Scholar: 158
- Scopus: 2525